# Нокнахер
Нокнахер (англ. Knocknahur; ирл. Cnoc na hIora) — деревня в Ирландии, находится в графстве Слайго (провинция Коннахт).